# Carsten Albers
Carsten Albers (* 1968) ist ein deutscher Anglist.

## Leben
Von 1988 bis 1990 studierte er an der Universität Münster Anglistik, Germanistik, Publizistikwissenschaft, Romanistik (Schwerpunkt Französisch), von 1990 bis 1991 an der University of Massachusetts at Amherst und am Amherst College: American Studies (Literatur, Kultur und Kulturgeschichte der USA) und von 1991 bis 1996 in Münster Anglistik/Amerikanistik, Germanistik und Publizistik. Von 1991 bis 1994 war er Hilfskraft bei Eckard Rolf (Sprachwissenschaft). Von 1994 bis 1995 war er Hilfskraft bei Werner Zillig. Nach dem Magister Artium 1996 war er von 1996 bis 1997 wissenschaftliche Hilfskraft bei Brian Gibbons, Mitarbeit bei der redaktionellen Arbeit an Einzelausgaben des New Cambridge Shakespeare und der Textreihe New Mermaids. 1998 war er wissenschaftliche Hilfskraft bei Volker Honemann. Nach der Promotion 2002 an der Universität Paderborn, Amerikanische Literaturwissenschaft war er von 2004 bis 2006	wissenschaftlicher Mitarbeiter am Institut für Anglistik/Amerikanistik der Universität Paderborn. Von 2009 bis 2010 war er Lehrbeauftragter am Institut für Anglistik/Amerikanistik in Paderborn. Von 2010 bis 2013 unterrichtete er Englisch am Gymnasium St. Michael Paderborn. Von 2010 bis 2014 vertrat er die W-3-Professur für die Didaktik anglophoner Literaturen und Kulturen am Englischen Seminar II der Universität zu Köln. Von 2014 bis 2019 vertrat er die Professor für Fachdidaktik Englisch an der Universität Halle-Wittenberg. Seit 2019 lehrt er als Professor für Englische Fachdidaktik in Halle an der Saale-Wittenberg.
Seine Schwerpunkte sind Literatur- und Mediendidaktik, intermediale Lehr- und Lernkonzepte, bilingualer Sachfachunterricht, Populärkultur im Englischunterricht und Umgang mit Diversity.

## Schriften (Auswahl)
- als Herausgeber mit Volker Honemann, Susanne Höfer und Helmut Tervooren: Sprache und Literatur des Mittelalters in den ‚nideren landen‘. Gedenkschrift für Hartmut Beckers. Köln 1999, ISBN 3-412-03599-8.
- Die Ordnung der Form im Chaos der Dinge. Die formale Lyrik von Elizabeth Bishop und Richard Wilbur. Essen 2002, ISBN 3-89924-034-0.
- als Herausgeber mit Johannes Magenheim und Dorothee Meister: Schule in der digitalen Welt. Wiesbaden 2011, ISBN 3-531-16687-5.